# 想い出のウエスタン・ジャンボリー
『想い出のウエスタン・ジャンボリー』(All Japan Western Jamboree)は、ウェスターン・オール・スターズによるコンピレーション・アルバム。1969年に東芝音楽工業からリリースされた。
『トウキョウ・ジャンボリー』(1958年)、『トウキョウ・ジャンボリー第2集』(1959年)、および『東芝フォノブック(ウエスタン編)』収録のトラックを編集し、再発したものである。

## 収録曲
Side 1
1. ミネトンカの湖畔にて - By the Water of Minnetonka
2. ティーンエイジ・ブギー - Teenage Boogie
3. 太く短かく - Live Fast, Love Hard, Die Young
4. 北風 - North Wind
5. キャンディー・キッセス - Candy Kisses
6. 新聞売り子のジミー少年 - Jimmie Brown, The Newsboy
7. ロング・ゴーン・ロンサム・ブルース - Long Gone Lonesome Blues
8. ジャンバラヤ - Jambalaya

Side 2
1. キャトル・コール - Cattle Call
2. スローリー - Slowly
3. 時経れば - Time Changes Everything
4. コールド・コールド・ハート - Cold, Cold Heart
5. ア・フール・サッチ・アズ・アイ - A Fool Such As I
6. カウントリー・チャーチ - Country Church
7. ラヴシック・ブルース - Lovesick Blues
8. サン・アントニオ・ローズ - San Antonio Rose

## パーソネル
ウェスターン・オール・スターズ
- フィーチャリング・シンガー
  - 菊地正夫 (1-1, 2-1)
  - 釜萢ヒロシ (1-2, 2-2)
  - 寺本圭一 (1-3, 2-3)
  - 黒田美治 (1-4, 2-4)
  - 斎藤任弘 (1-5, 2-5)
  - 井上高 (1-6, 2-6)
  - 関口良信 (1-7, 2-7)
  - さわたり順 (1-8)
- バンド
  - 原田実 (スティール・ギター)
  - 大森利雄 (スティール・ギター)
  - 瀬谷福太郎 (エレクトリック・ギター)
  - 寺内タケシ (エレクトリック・ギター*1-8のみ)
  - 藤本精一 (フィドル)
  - 新井利昌 (アコーディオン、ピアノ)
  - 植田嘉靖 (ベース)
  - 田邊昭知 (スネア・ドラム)